# Claude Genest
Claude William Genest a été le candidat du Parti vert du Canada dans la circonscription Westmount—Ville-Marie pour l'élection du 8 septembre 2008. Il a été nommé le 16 janvier 2008. Durant l'élection fédérale canadienne de 2006, il s'est présenté comme candidat dans la circonscription de Jeanne-Le Ber. Claude Genest est l'un des deux leaders adjoints du Parti vert du Canada. Il a été nommé à ce poste en novembre 2006.
En avril 2008, Claude Genest est devenu l'un des premiers 250 Canadiens à être formé par Al Gore pour donner la conférence officielle d'Une vérité qui dérange.
Il enseigne la permaculture et le design holistique à l'Université du Vermont. Claude Genest est le fondateur de l'Institut de permaculture Montagne verte, où il enseigne la réparation des sols et le design environnemental. Il est aussi créateur, producteur et animateur de « Regénération - L'art de vivre de façon durable », série télévisée nommée pour un Emmy Award en 2008.
Fils de l'acteur canadien Émile Genest, il fut aussi journaliste, acteur et animateur de télévision montréalais.

## Filmographie
- 1989 : Lance et compte III - Série télévisée de Richard Martin : Frank Ross durant 7 épisodes
- 1990 : Night of the Dribbler - Film de Jack Bravman : Claw
- 1992 : Urban Angel - Série télé de Jim Kaufman : Brigand No 2 pour 2 épisodes
- 1994 : Stalked - Film de Douglas Jackson : Policier No 1
- 1994 : Le Petit Ange - Film de George Mihalka : Orderly
- 1994 - 95 : Les Anges de la Ville - Série télé de Jim Kaufman : Officier Dan Kelly
- 1996 : Impact Gros Calibre - Film de Sidney J. Furie : Docteur meurtrier
- 1996 : Rowing Through - Film de Masato Harada : Al Shealey
- 1997 : Contrat sur un terroriste - Film de Christian Duguay : Un papa au softball - Avec Donald Sutherland, Aidan Quinn, etc.
- 1998 : The Sleep Room - Film de Anne Wheeler - Officier de police